# Рејв
Рејв (енгл. rave; понекад се односи на рејв журку, енгл. rave party) је целовечерњи плесни догађај на коме ди-џеј и остали извођачи изводе електронску денс и рејв музику. Сленг (жаргонски) израз рејв је потекао од карипске четврти у Лондону током '60-их година прошлог века, како би се описала журка. Касних '80-их, израз је почео да се користи како би се описала супкултура која је настајала из есид хаус покрета који је започео у Чикагу и Њујорку, а свој процват доживео на клупској сцени у САД и Уједињено Краљевство. Рејв се одржава на импровизованим местима, преко „рејв продавница“ и подземне екстази мреже. На журке се долази с позивницама, а служе се „жустра“, „паметна“ пића, чија је сврха да спречавају губитак течности изазван екстазијем и бесомучним вишечасовним плесањем, које је трајало и до 4-5 дана.
Рејв је брак психоделичног и кибернетичког, двоструке фасцинације (опчињености) нове генерације. Многе младе особе на рејву прелазе са екстазија на метамфетамине, а улични узорци екстазија проблематични су и опасни. Екстази таблете појавиле су се 1988. године у Холандији и Белгији. На концертима рејв музике лансирана је супстанца која ће пружити „колорит“, „садржај“, а разликује се од „трипа“. Екстази води до „екстатичног“ (усхићеног) расположења, функције мозга су брже, тело је прожето осећањем топлине, пријатне најежености, милине. Рејв музика, која се састоји од високофреквентних звукова и тек по којег шизоидног (шизофреничног) гласа и поруке прошапутане дубоким гласом, изазива код конзумента (слушача) стање врхунца, цело тело затрепери, смех, вишечасовно френетично играње без осећаја умора.